# Ove Sopp
Ove Sopp  (født 27. januar 1916 i København, død 25. maj 1984) var en dansk harmonikaspiller, komponist og kapelmester.

## Diskografi (et udpluk)

### Singler
- 1947 - Min Harmonika (Accordéon) / Lad Ham Gaa, Lad Ham Løbe (Let Him Go, Let Him Tarry)
- 1948 - Therese
- 1952 - Julia-Julia / Komme Hvad Der Vil
- 1953 - På Turné I Texas
- 1953 - På Turné I Kentucky
- 1956 - Kuk Kuk-Valsen / Fløjtespilleren og hans hund
- 1959 - Så Sopper Vi / Fra Rocken Til Rullen
- 1960 - På Turné I Sverrig Og Mexico
- 1960 - Sopp Går I Gården / Vi Sopper Videre
- 1970 - Her I Næstved / Alt For Meget Ding-Dang Dej
- 1974 - Rejsen Til Amerika / Vognmanden I Slagelse

### Album
- 1958 - Så Sopper Vi
- 1966 - På Tourné Med Ove Sopp
- 1972 - Gider I Li'e? - Et Spirituelt Møde Med Ove Sopp